# Michael Buckley
Michael John Buckley (født 1975) er en amerikansk stemmeskuespiller.

## Ekstern henvisning
- Michael Buckley på Internet Movie Database (engelsk)